# 北田真沙子
北田 真沙子（きただ まさこ、1989年6月10日 - ）は、日本のローカルアイドルグループ、サンフラワーの元メンバー。広島県広島市出身。血液型AB型。

## 人物・概要
- 2005年11月サンフラワーに参加。呼称は「chaco」。メンバー中最年少。